# Удельная (платформа, Санкт-Петербург)
Уде́льная — остановочный пункт Октябрьской железной дороги на участке Санкт-Петербург — Выборг между станцией Ланская и платформой Озерки, в прошлом — железнодорожная станция Финляндской железной дороги. Вместе с одноимённой станцией метро и трамвайным кольцом образует крупный транспортный узел с большим пассажиропотоком.

## История
Станция получила своё название из-за расположения в историческом районе Санкт-Петербурга Удельная. Здание вокзала построено финским архитектором Бруно Гранхольмом.
Станция была сравнительно крупная, но путевое развитие небольшое — два обгонных пути и один погрузочно-разгрузочный путь с тупиковым ответвлением на охват обеих сторон ранее существовавшего деревянного розового пакгауза. Все эти пути демонтированы в середине 1990-х годов, как и все стрелки. В 2003—2004 годах окончательно демонтирован подъездной путь к объединению «Светлана». Таким образом, станция превратилась в остановочный пункт.
22 февраля 2002 года состоялась сдача в эксплуатацию автоматизированной системы контроля оплаты проезда (АСКОП).

## Пассажирское движение
На станции останавливаются все электропоезда, как повышенной комфортности, так и обычные. Некоторые электропоезда делают остановку по 2-3 минуты, что связано с большим пассажиропотоком, на станции также делает остановку поезд № 824В «Санкт-Петербург — Сортавала».

## Галерея
- Платформа 2 ст. «Удельная». Вид на Санкт-Петербург
- Табличка с наименованием станции «Удельная»
- Южная платформа «Удельной»
- Памятник шарманщику напротив здания станции «Удельная» петербургского направления
- Здание вокзала со стороны путей
- Здание вокзала со стороны города